# Gare de L’Île-Rousse
Gare de L'Île-Rousse vasútállomás Franciaországban, L'Île-Rousse településen.

## Vasútvonalak
Az állomást az alábbi vasútvonalak érintik:
- Ponte-Leccia-Calvi-vasútvonal

## Kapcsolódó állomások
A vasútállomáshoz az alábbi állomások vannak a legközelebb:
- Gare du Camping Monticello
- Gare de Bodri